# Shota Yasuda
 (mai 2025).
Si vous disposez d'ouvrages ou d'articles de référence ou si vous connaissez des sites web de qualité traitant du thème abordé ici, merci de compléter l'article en donnant les références utiles à sa vérifiabilité et en les liant à la section « Notes et références ».
Shōta Yasuda (安田 章大, Yasuda Shōta, né le 11 septembre 1984) est membre du populaire groupe d'idoles japonais, Kanjani∞, de la société Johnny & Associates. Il est le guitariste principal du groupe, avec Subaru Shibutani et Nishikido Ryo. Avant d'être appelé pour former le groupe Kanjani∞, il était le guitariste du groupe de Johnnys Jr du Kansai, V.WEST. 

## Histoire
Yasuda a rejoint Johnny & Associates en 1997, en même temps que trois autres membres du groupe Kanjani∞ : Nishikido Ryo et Ohkura Tadayoshi. Ainsi que Maruyama Ryuuhei, présent lors de la même audition. Ils ont donc passé tous les quatre leur période en tant que Kansai Jr ensemble, et partagent une relation amicale depuis.
Sa candidature pour rejoindre Johnny & Associate aurait été envoyée par sa sœur aînée, dans laquelle cette dernière aurait écrit que la spécialité de Yasuda était qu'il était capable de tout faire.
En 1999, Yasuda fut choisi pour devenir le guitariste du groupe V.WEST. Le groupe était populaire au sein des fans des Jr et présentait son propre show télévisé sur la chaine Kansai TV : Shuukan V.WEST. Les membres du groupe devaient réaliser des 'missions' lors de l'émission dans lesquelles ils devaient se confronter à des choses totalement nouvelles et montrer en fin d'émission qu'ils avaient appris à se servir de leurs nouvelles connaissances (et compétences). Et comme sa sœur l'avait annoncé, Yasuda se révéla doué pour tout et en tira l'un de ses surnoms : Nandemo dekiru-ko (Le garçon qui pouvait tout faire).
En 2002, trois des membres de V.WEST, Yasuda Shota (à la guitare), Maruyama Ryuuhei (à la basse) et Uchi Hiroki (au chant) furent appelés pour former un nouveau groupe, les Kanjani∞. Le groupe, originellement composé de 7 membres, se voit ajouter Ohkura Tadayoshi en tant que batteur quelques mois après sa formation.
En février 2008, Yasuda donne un concert solo ayant pour titre "818" (titre choisi puisque c'est l'heure à laquelle il est né). Il a réalisé lui-même les goodies (produits dérivés) de l'évènement.

## Concerts/Tournées
- X-mas Party [concerts de Noël], Osaka Shichiku-za [2002-2005]

- First Live, Osaka-jo Hall Zenyasai [été 2005]

- First Tour, F.T.O.N. (FUNKY TOKYO OSAKA NAGOYA) [été 2006]

- Première tournée nationale [automne 2006]

- Seconde tournée nationale [hiver 2006]

- Premier concert solo, Osaka Shochiku-za [13-15 décembre 2006]

- Eh? Honma?! Bikkuri! (Hein ? Vraiment !? Quelle Surprise !) Tour 2007, Kyocera Dome Osaka [24-25 février 2007]

- Eh? Honma?! Bikkuri!, tournée nationale dans 47 préfecture [3 mai-30 septembre 2007]

- 8 Da Yo! Zenin Shugo!, tournée nationale [3 avril-18 mai 2008]

- Natsu Da! Tsuua Da! Wahaha! (C'est l'été ! C'est une tournée ! Wahahah !), tournée nationale [6 juillet-31 août 2008]

- PUZZLE, tournée nationale [10 mai-30 juillet 2009]

- DOME CONCERT 2009-2010, Kyocera Dome Osaka [30 décembre 2009 au 1er janvier 2010]

## Filmographie/Pièce de théâtre
DRAMA
- ROMES ~空港防御システム~ (NHK, 2009)
- Yasuko to Kenji (ヤスコとケンジ) (NTV, 2008)
- Double (ダブル) (KTV, 2006)
- Dive to the Future (ダイブ・トゥ・ザ・フューチャー) (KTV, 2006)
- Jitensha Shonenki (TV Tokyo, 2006)
- Chocolat (TBS, 2003)
- Kowai Nichiyoubi 2000 (NTV, 2000)
- Shichinin no Samurai J ke no Hanran (七人のサムライ J家の反乱) (TV Asahi, 1999)

Stage
- Another (2002)
- Douton Boys (2003)
- Summer Storm (2004)
- Magical Summer (2005)
- Another's Another (2006)
- Magical Musical Dream Boy (2004)
- Hey!Say!Dream Boy(2005)
- Dream Boys (2006)
- Orebushi (2017)